# Arthur Eichengrün
Arthur Eichengrün (13 de agosto de 1867 – 23 de diciembre de 1949) fue un ingeniero químico judío alemán, científico de materiales e inventor, conocido por desarrollar el Protargol una medicina que tuvo mucho éxito contra la gonorrea y que fue el tratamiento estándar durante 50 años hasta la llegada de los antibióticos. Además es también recordado por su contribución pionera en el campo de los plásticos: codesarrollando junto a Theodore Becker el primer acetato de celulosa soluble en 1903, llamado "Cellit", creando un proceso para su fabricación, ya que era un importante componente en el desarrollo del moldeo por inyección. Durante la Primera Guerra Mundial, sus lacas de acetato de celulosa sintéticas relativamente no inflamables se comercializaron bajo el nombre de "Cellon" y fueron de gran importancia para la industria aeronáutica. También contribuyó a la fotoquímica inventando el primer proceso para la producción y desarrollo de película de acetato de celulosa que patentó junto a Becker.
Eichengrün reivindicó haber dirigido  la síntesis inicial de la aspirina en 1897, pero su reclamación ha sido discutida. Durante años Bayer ha acreditado a Felix Hoffmann, quien estaba a las órdenes de Eichengrün, por el invento de la aspirina. No obstante, la primera atribución del descubrimiento a Hoffman aparece en 1934, y podría ser un caso de revisionismo antijudío durante la arianización.
Durante la Segunda Guerra Mundial, Eichengrün estuvo prisionero en el gueto de Theresienstadt.

## Biografía
Arthur Eichengrün nació en Aachen, hijo de un mercader y fabricante de ropas judío. En 1885 estudió química en la Universidad Técnica de Aquisgrán, mudándose más tarde a Berlín y finalmente a Erlangen, donde recibió el doctorado en 1890.
En 1896, empezó a trabajar en Bayer, concretamente en el laboratorio farmacéutico. En 1908, dejó Bayer para fundar su propia fábrica farmacéutica, la "Cellon-Werke", Su compañía fue "arianizada" por los nazis en 1938.
En 1943, fue detenido y sentenciado a cuatro meses de prisión por no incluir la palabra "Israel" en su nombre en una carta dirigida a un oficial del Reich (la ley Nazi obligaba a los hombres judíos a identificarse como tales, de la misma manera que las mujeres judías debían identificarse como "Sarah"). En mayo de 1944 volvió a ser detenido por la misma causa y deportado al gueto de Theresienstadt donde pasó 14 meses hasta el final de la Segunda Guerra Mundial, logrando escapar de la muerte.
Tras su liberación volvió a Berlín, pero se mudó a Bad Wiessee en Baviera en 1948, donde murió al año siguiente a la edad de 82 años.

## Principales descubrimientos

### Aspirina
Eichengrün consiguió hacerse un nombre gracias a sus numerosos inventos, como los procesos para la síntesis de componentes químicos. Aspirina aparte, Eichengrün acumuló 47 patentes.
La historia oficial de Bayer acredita a Felix Hoffmann, un joven químico de Bayer, por la invención de la aspirina en 1897. Formas impuras del ácido acetilsalicílico (el principio activo de la aspirina) ya habían sido sintetizadas en torno a 1883 por el químico francés Charles Frédéric Gerhardt; el proceso desarrollado en 1897 en Bayer fue la primera vez que se produjo ácido acetilsalicílico puro para propósitos médicos.
Debido al auge del nazismo en Alemania, Eichengrün no pudo objetar cuando Hoffman reclamó que él (Hoffmann) había inventado la aspirina a través de un pie de página en una enciclopedia alemana en 1934. La historia de Hoffmann fue ampliamente aceptada, pero muchos historiadores la consideran desacreditada. Eichengrün reclamó por primera vez la invención de la aspirina en 1949 en una carta escrita desde el Gueto de Theresienstadt, dirigida a IG Farben (de la que Bayer era una parte), donde citó sus múltiples contribuciones a la compañía (la cual tenía gran influencia en los campos de concentración), incluyendo la invención de la aspirina y varias razones más por las que debía ser liberado.
Cinco años después, Arthur Eichengrün publicó un artículo en la revista Die Pharmazie en 1949 donde explicaba que había instruido a Hoffman para que sintetizara el ácido acetilsalicílico, quien lo hizo con absoluto desconocimiento acerca del propósito de dicho trabajo. El artículo aclaraba cómo planeó y dirigió la síntesis de la aspirina, así como la síntesis de otros componentes relacionados, describiendo todos los eventos al detalle. También reclamó ser responsable de los primeros ensayos clínicos con la aspirina. Finalmente, explicó que el papel de Hoffman estaba limitado a la síntesis inicial usando los procesos definidos por el propio Eichengrün y nada más.
La reclamación de Eichengrün fue ignorada por historiadores y químicos hasta 1999, cuando Walter Sneader del Departamento de Ciencias Farmacéuticas en la Universidad de Strathclyde en Glasgow volvió a examinar el caso y llegó a la conclusión de que, en efecto, lo que Eichengrün reclamaba era convincente y correcto y que él merecía el crédito por la invención de la aspirina. Bayer negó las conclusiones de Sneader en una nota de prensa, afirmando nuevamente que la invención de la aspirina fue cosa de Hoffmann.
Pruebas que apoyan la reivindicación de Eichengrün sobre la invención
Walter Sneader basa su afirmación acerca de que Eichengrün realmente fue quien inventó el proceso de síntesis de la aspirina y supervisó los ensayos clínicos en documentos archivados nuevos y viejos, incluyendo cartas, patentes y trabajos de laboratorio. Descubrió que Hoffman no había sido acreditado por el invento de la síntesis de la aspirina en ningún documento previo a 1934, 37 años después de la primera síntesis. Más adelante encontró razones para dudar de la credibilidad del pie de página, no solo porque fue publicado durante la arianización de la Alemania Nazi, sino por los datos poco precisos en torno al testeo de otros derivados del ácido salicílico, más allá del acetilo éster. La referencia era vaga y no especificaba qué derivados se habían probado, pero reclamaba que habían sido descubiertas antes, aunque sintetizadas para "otros propósitos". No se indicaba cuáles eran esos otros propósitos, pero en 1899 Heinrich Dreser, jefe del laboratorio de farmacología experimental en Elberfeld, los nombró en una publicación como ácidos salicílicos: propionilo, butirilo, valerilo y benzoilo. Volvió a hacer alusión a estos derivados en 1907 y de nuevo en 1918 No obstante, la afirmación de que estos derivados del ácido salicílico habían sido sintetizados por motivos no terapéuticos es demostrablemente falsa. El compañero de Hoffmann, Otto Bonhoeffer (que también trabajó a las órdenes de Eichengrün), había conseguido la patente en Estados Unidos y en Reino Unido por varios de estos componentes. Las patentes indican que los derivados fueron preparados con el claro propósito de encontrar ácido salicílico con funciones terapéuticas. Sneader concluye que debido a este error, el pie de página escrito en 1934 es fraudulento.

### Protargol
En 1897, protargol, una sal de plata desarrollada por Eichengrün en Bayer, fue presentada como una nueva medicina contra la gonorrea.  Protargol se utilizó hasta que las sulfamidas y más tarde los antibióticos aparecieron en los años 40.

### Plásticos
En 1903, Eichengrün codesarrolló la primera forma soluble de acetato de celulosa junto con Theodore Becker. Desarrolló el proceso de manufactura de materiales de acetato de celulosa y dedicó el resto de su vida al desarrollo técnico y ecnomónico de plásticos, lacas, esmaltes y fibras artificiales basadas en acetato de celulosa. Durante la Primera Guerra Mundial sus  lacas de acetato de celulosa sintéticas relativamente no inflamables fueron de gran importancia para la industria de la aviación.
También fue pionero en la influyente técnica del moldeo por inyección. En 1904 creó y patentó la primera película de seguridad con Becker, (diacetato de celulosa) a partir de un proceso que ya habían estudiado en 1901 para acetilizar la celulosa directamente a baja temperatura para prevenir su degradación, lo que permitía controlar el grado de acetilización. Cellit era un polímero de acetato de celulosa estable, no frágil que podía ser sieutlo en acetona para un mayor procesado. Se utilizó ara fabricar película cinematográfica que empezó a ser utilizada por Eastman Kodak y los Hermanos Pathé en 1909. La película de acetato de celulosa se convirtió en el estándar en la década de los 50, preferida por encima de la película de cine tradicional que era inflamable e inestable y se fabricaba a partir de la nitrocelulosa.